# 書目答問
《書目答問》，一部指導治學門徑的舉要目錄，五卷，附二卷，著錄圖書兩千二百餘種。張之洞撰。
同治十三年（1874年）張之洞任四川學政時，因“諸生好學者，來問應讀何書，書以何本為善，遍舉既嫌掛漏，志趣學業，亦各不相同，因錄此以告初學。”，而“告語生童而設，非是著述”。
《書目答問》突破傳統四部分類法，設經、史、子、集、叢書五部，舉列叢書100餘種，又有“別錄目”。初刻于光绪二年（1876年），曾多次翻刻重印，以光緒五年（1879年）王秉恩的貴陽刻本最佳。范希曾作《〈书目答问〉补正》 5卷。一說《書目答問》是缪荃孙代作，范希曾跋亦云：“张氏《书目答问》，出缪筱珊先生手，见《艺风堂自订年谱》，湘潭叶氏称其书损益刘、班，自成著作。”